# Уойд, Карл Годфри
Карл Годфри Уойд (Чарльз Годфри Уойд, англ. Carl Gottfried Woide; 1725, Лешно — 1790) — священник в Германской королевской капелле, библиотекарь, востоковед.

## Биография
Родился в немецкой семье в польском городе Лешно, он был пастор реформатской церкви там до 1768 года. Уойд живет в Великобритании с 1768 по 1790 год работал в Британском музее в качестве библиотекаря.
Он был одним из первых ученых, которые работали над египетскими иероглиф текстами.
В 1786 году, он осмотрел Александрийский кодекс и опубликовал текст Нового Завета кодекса и несколько страниц рукописи «Uncial 070» (также известный как «Fragmentum Woideanum»).
Уойд был избран в 1785 году членом Королевского общества.

## Работы
- Lexicon Ægyptiaco-Latinum, 1775.
- Grammatica aegyptiaca utriusque dialecti (1778)
- Novum Testamentum Graecum e codice ms. alexandrino, London 1786.
- Appendix ad editionem Novi Testamenti graeci… in qua continentur fragmenta Novi Testamenti juxta interpretationem dialecti superioris Aegypti quae thebaica vel sahidica appellatur, Oxford 1799.